# قوچ‌ومیش
قوچ‌ومیش‌ها یا گوسفندها (نام علمی:Ovis) سرده‌ای از پستانداران هستند که متعلق به خانوادۀ گاوان و زیرخانوادۀ بزیان می‌باشند. گوسفند اهلی از مهم‌ترین گونه‌های این سرده است. این جانوران عموماً به صورت گروهی و گله‌ای زندگی می‌کنند و شامل هفت گونه به همراه تعداد زیادی زیرگونه هستند.

## گونه‌ها
|  | Ovis ammon            | غرم                |
|  | Ovis aries            | گوسفند             |
|  | Ovis aries orientalis | گوسفند وحشی        |
|  | Ovis vignei           | گوسفند وحشی اوریال |
|  | Ovis canadensis       | گوسفند بزرگ‌شاخ     |
|  | Ovis dalli            | گوسفند دال         |
|  | Ovis nivicola         | گوسفند برفی        |

### کتابشناسی
- Bulanskey, S. 1992. The Covenant of the Wild. New York: William Morrow and Company, Inc. ISBN 0-688-09610-7
- Parker, D. 2001. The Sheep Book. Athens, Ohio, USA: Ohio University Press ISBN 0-8040-1032-3